# 792
792 (DCCXCII) fue un año bisiesto comenzado en domingo del calendario juliano, en vigor en aquella fecha.

## Acontecimientos
- Los búlgaros del khan Kardam derrotan al ejército invasor romano de Constantino VI en Marcela.
- Sadun al-Ruayni, nuevo valí de Barcelona.
- El Emir de Córdoba, Hisham I al-Ándalus,  para vengar la afrenta del año anterior envía un nuevo ejército al mando de Abd al-Karim quien derrota en Astorga a  Alfonso II de Asturias. Continúan destruyendo nuevamente Oviedo, retirándose sin conseguir una victoria definitiva.

## Nacimientos
- Abderramán II, cuarto emir omeya de Córdoba (822 - 852).

## Fallecimientos
- Matruh ben Sulayman al-Arabí, valí de Barcelona.